# Toplana
Toplana je postrojenje za pripremu vrele vode (toplovodno grijanje) ili vodene pare (parno grijanje) za daljinsko grijanje stambenih blokova i javnih zgrada (javna toplana) ili za opskrbu industrijskih pogona tehnološkom parom (industrijska toplana). Neke se jedinice grade isključivo za proizvodnju vrele vode ili pare, ali su mnogo isplatljiviji veliki pogoni koji rade kao takozvani kogeneracijski sustavi (kogeneracije), gdje su spojene (integrirane) proizvodnja električne energije i topline za potrošnju. U takvim elektranama-toplanama proizvodi se vodena para što višega tlaka i temperature, koja se najprije iskorištava u parnoj turbini za pogon električnog generatora, a potom se takozvana protutlačna ili oduzeta para upotrebljava za grijanje i slične namjene. Time se znatno povećava odnos dobivene korisne energije i one uložene (stupanj iskorištenja), koji u isključivoj proizvodnji električne energije iznosi oko 35%, a u kogeneracijskim sustavima i više od 80%. Suvremene toplane najčešće isporučuju toplinsku energiju u obliku vrele vode polazne temperature 110 °C ili više, koja se vrelovodima prenosi do potrošača te se nakon iskorištenja vraća u toplanu. 
U toplinskim stanicama (predajnim stanicama) pojedinih stambenih zgrada ili drugih potrošača smješteni su izmjenjivači topline grijani vrelom vodom iz toplane. Oni predaju toplinu vodi koja kola u zatvorenom sustavu zgrade, a zagrijava grijaća tijela (radijatore ili konvektore). Nešto je složeniji prijenos tehnološke pare na veće udaljenosti parovodima zbog poteškoća s kondenzacijom u polaznim vodovima i s povratom kondenzata od potrošača. Za pogon toplane koriste se prirodni plin, zemno ulje (mazut), za veće jedinice ugljen, a u novije se doba sve više uvodi spaljivanje otpadnoga materijala, na primjer smeća, otpadne drvne mase i slično. Također se toplinska energija može dobivati i iz nuklearnih elektrana. Neke grane proizvodnje, kao što su staklarska industrija i željezare, troše velike količine toplinske energije sa znatnim udjelom otpadne topline. Ta se toplina može iskoristiti za grijanje s pomoću lokalnih toplana, u kojima se kao dodatni energent upotrebljava grotleni plin.

## Daljinsko grijanje
Daljinsko grijanje ostvaruje se u postrojenju koje se sastoji od: centralne kotlovnice s kotlovima, skladištem goriva, crpkama (sisaljkama ili pumpama), ekspanzijskim posudama pod tlakom, uređajima za mjerenje, pripremu vode i s ostalim uređajima, cjevovodne mreže ili cjevovoda za dovođenje topline (s pomoću tople vode, vrele vode ili vodene pare) do pojedinih objekata, predajnih postaja, u kojima se dovedena toplina iz cjevovodne mreže predaje kućnom uređaju za grijanje.
Vodena para za daljinsko grijanje može se proizvoditi i u toplani. To je postrojenje u kojem se istodobno proizvodi para potrebna za daljinsko grijanje i električna energija. Za grijanje se upotrebljava para koja je djelomice ekspandirala u parnoj turbini, pa se tako postiže znatno povoljniji stupanj iskoristivosti. Mana je toplane što proizvodnja električne energije ovisi o pari potrebnoj za grijanje i tehnološke procese, pa su takva postrojenja to isplatljivija (ekonomičnija) što je potrošnja pare ravnomjernija tijekom dana i godine. Računa se, naime, da svu tako proizvedenu električnu energiju može preuzeti elektroenergetski sustav. Danas se nastoji potrebna para proizvesti u toplanama radi smanjenja potroška goriva, ali to je opravdano kada je potrošnja pare koncentrirana na manjem području (veći gradovi, veće industrije). 
Razlikuju se niskotlačno i visokotlačno daljinsko grijanje. Niskotlačno daljinsko grijanje može opskrbiti toplinom područje do 1 km2. Tu se kao prijenosnik topline obično upotrebljava vodena para pod tlakom do 200 kPa (parno grijanje), ili topla voda temperature do 110 °C (toplovodno grijanje). Veličina je područja visokotlačnoga daljinskoga grijanja do 74 km2. Kao prijenosnik topline uzima se para pod tlakom do 1 MPa ili tlačna vrela voda temperature od 110 do 180 °C.
Prednosti su daljinskoga grijanja: nema prijevoza (transporta) goriva i pepela u pojedinim zgradama, isplatljivije iskorištavanje goriva u središnjoj kotlovnici, mogućnost uporabe jeftinijih goriva, velika pogonska sigurnost i manje onečišćenje okoliša plinovima izgaranja.

## Toplane u Hrvatskoj
U Republici Hrvatskoj godišnja proizvodnja tople vode i pare u 2006. odgovarala je energetskoj vrijednosti većoj od 40 PJ, što je bilo oko 10% ukupne energetske proizvodnje u zemlji. Od toga su javne toplane proizvele 9,3 PJ, a industrijske toplane 12,5 PJ, dok su ostatak proizvele javne i industrijske kotlovnice. Istodobno su javne toplane proizvele 1 875,4 GWh električne energije (oko 14% ukupne proizvodnje), a industrijske 471,9 GWh (3,6%). Većina gradova u Republici Hrvatskoj opskrbljuje toplinskom energijom svoja gradska naselja iz javnih toplana i kotlovnica. Kogeneracijski sustavi za proizvodnju električne i toplinske energije u Hrvatskoj postoje samo u većim gradovima (Zagreb, Sisak, Osijek).

### TE-TO Zagreb
Direktor: Damir Božičević

Opći podaci:

Položaj: Zagreb, Žitnjak

Tip: kogeneracija električne i toplinske energije

Vrsta goriva

g1: prirodni plin

g2: ekstra lako loživo ulje

g3: loživo ulje

Ukupna snaga: 440 MWe / 850 MW t

Proizvod: električna i toplinska energija

| Godišnja proizvodnja       | 2010.       | 2011.       | 2012.       | 2013.       | 2014.       | 2015.       |
| -------------------------- | ----------- | ----------- | ----------- | ----------- | ----------- | ----------- |
| Toplinska energija         | 939 610 MWh | 880 046 MWh | 849 649 MWh | 859 344 MWh | 734 605 MWh | 776 536 MWh |
| Tehnološka para            | 256 889 t   | 258 827 t   | 255 523 t   | 249 128 t   | 203 032 t   | 201 000 t   |
| Električna energija - prag | 2 028 GWh   | 2 057 GWh   | 1 936 GWh   | 1 363 GWh   | 389,8 GWh   | 535 GWh     |

### EL-TO Zagreb
Direktor: Krešimir Komljenović.

Opći podaci:

Položaj: Zagreb, Trešnjevka

Tip: kogeneracijska

Proizvodnja: električne i toplinske energije

Vrsta goriva:

g1: prirodni plin

g2: lož ulje

Ukupna snaga: 88,8 MWe / 439 MW t + 160 t/h

| Godišnja proizvodnja (predano na pragu) | 2010.     | 2011.       | 2012.       | 2013.       | 2014.       | 2015.       |
| --------------------------------------- | --------- | ----------- | ----------- | ----------- | ----------- | ----------- |
| Ogrjevna toplina                        | 647 865   | 644 929 MWh | 622 665 MWh | 606 860 MWh | 548 249 MWh | 589 401 MWh |
| Tehnološka para                         | 348 375 t | 345 129 t   | 317 665 t   | 306 451 t   | 268 742 t   | 305 550 t   |
| Električna energija                     | 369 GWh   | 359 GWh     | 366 GWh     | 356 GWh     | 262,7 GWh   | 212 GWh     |

### TE-TO Osijek
Direktor: Branimir Pašić

Opći podaci:

Položaj: Osijek

Tip: kogeneracijska

Proizvodnja: električne i toplinske energije

Vrsta goriva:

g1: prirodni plin / l.ulje

g2: lož ulje / plin

Ukupna snaga: 89 MWe / 139 MW t +50 t/h

| Godišnja proizvodnja ( na pragu ) | 2010.       | 2011.       | 2012.       | 2013.       | 2014.       | 2015.     |
| --------------------------------- | ----------- | ----------- | ----------- | ----------- | ----------- | --------- |
| Ogrijevna toplina                 | 215 089 MWh | 207 123 MWh | 188 468 MWh | 188 965 MWh | 167 808 MWh | 175 GWh   |
| Tehnološka para                   | 124 416 t   | 121 890 t   | 139 711 t   | 148 958 t   | 130 326 t   | 108 185 t |
| Električna energija               | 119 GWh     | 114 GWh     | 110 GWh     | 107 GWh     | 102 GWh     | 61 GWh    |

### TE-TO Sisak
Podatci:

Položaj: Sisak, Čret, četiri kilometra nizvodno od Siska na desnoj obali Save

Tip : kondenzacijska termoelektrana s dva bloka : svaki blok ima dva parna kotla (2x330 t/h, 540°C, 135bara)  i po jednu parnu turbinu s generatorom (210MW na generatoru, 198 MW na pragu)

Vrsta goriva: lož ulje, prirodni plin ili kombinirano

Ukupna snaga: 

- 96 MW (2x198 MW) PRAG
- 420 MW (2x210 MW) GENERATOR

Vrste proizvoda: električna energija, tehnološka para

| Godišnja proizvodnja               | 2010.    | 2011.     | 2012.     | 2013.     | 2014.     | 2015.     |
| ---------------------------------- | -------- | --------- | --------- | --------- | --------- | --------- |
| Električna energija                | 0 GWh    | 100 GWh   | 89 GWh    | 24 GWh    | 0 GWh     | 214 GWh   |
| Tehnološka para ( 16 bara, 300°C ) | 99 262 t | 150 399 t | 113 717 t | 119 713 t | 127 117 t | 119 833 t |